# Leyes de cereales
Las Leyes de cereales (o Corn Laws en inglés) fueron aranceles a la importación de cereales en Gran Bretaña, vigentes entre 1815 y 1846, establecido para proteger los precios del grano británico doméstico contra la competencia del exterior. En este uso y a lo largo de este artículo, corn tiene el significado original de cualquier grano, particularmente al trigo. Los aranceles fueron establecidos por la Importation Act 1815 (55 Geo. 3 c. 26) y revocados por la Importation Act 1846 (9 & 10 Vict. c. 22). 
Estas leyes son a menudo vistas como ejemplos de mercantilismo británico, debido ya que "fueron concebidas para proteger a los terratenientes ingleses al promover la exportación y limitar la importación de grano, cuando los precios cayeron por debajo del punto fijado".
Fueron finalmente abolidos debido a la agitación militante de la Liga Anti-Corn Law, formada en Mánchester en 1839, bajo el fuerte patrocinio del empresario liberal inglés Richard Cobden, que sostenían que las leyes que significaban un subsidio incrementaban los costos industriales. Tras una prolongada campaña, los opositores del arancel obtuvieron lo que querían en 1846, un triunfo significativo que era indicativo del nuevo poder político de la clase media inglesa.
Así, su abolición marcó un avance significativo hacia el libre comercio. Las Corn Laws aumentaron las ganancias y el poder político asociado de los terratenientes.
Según el economista Charles Kindleberger, la abrogación de estas leyes fue motivada por un  “imperialismo librecambista” destinado a “detener el avance de la industrialización del continente a través de una ampliación del mercado de productos agrícolas y de materias primas”. Ese fue por otra parte el argumento que desplegaron los principales voceros de la Anti-Corn Law League. Según el economista Friedrich List, "la prédica británica a favor del librecambio recuerda la actitud de quien, una vez en lo alto, arroja al piso (al suelo) la escalera para evitar que otros suban".

## Defensores
Los defensores de estos aranceles argumentaban que la agricultura debía ser protegida para sostener así a la aristocracia natural del país (una gran parte de las tierras pertenecían a la nobleza y a los pares desde mucho antes de la Revolución Gloriosa) y con otro tipo de razones más economicistas aseguraban que Gran Bretaña debía mantener una economía equilibrada entre agricultura e industria y evitar la dependencia de los alimentos importados.

## Oposición
Al arancel se oponían los asalariados, porque subía los precios de los productos alimenticios. Igualmente los empresarios de la industria afirmaban que provocaban un incremento  de los salarios de los trabajadores y presionaban al alza los precios de sus productos con las pérdida de competitividad exterior que esto suponía.

## Orígenes
En 1813, un comité de la Cámara de los Comunes recomendó no admitir grano cultivado en el extranjero hasta que el grano doméstico alcanzara los 80 chelines por cuarto de centena. El economista político Thomas Malthus creía que este era un valor razonable y que sería peligroso para Gran Bretaña depender de grano importado, pues los bajos precios reducirían los salarios de los trabajadores y los industriales perderían debido a la caída del poder adquisitivo de los terratenientes y agricultores. No obstante, David Ricardo creía en el libre comercio, por medio del cual Gran Bretaña podía usar su capital y población como ventaja comparativa.
Con el advenimiento de la paz en 1814, los precios de los granos cayeron y el gobierno conservador de Robert Jenkinson aprobó la Corn Law en 1815. Esto llevó a graves disturbios en Londres y a la Masacre de Peterloo en Mánchester. Esta manifestación fue un anticipo de la creciente corriente radical que fue reprimida con medidas como los Six Acts (Seis Leyes).